# アントン・レッサー
アントン・レッサー（Anton Lesser、1952年2月14日 - ）は、イングランドの俳優。
バーミンガム出身。リヴァプール大学と王立演劇学校に学んだ後、ロイヤル・シェイクスピア・カンパニーの舞台に立つ。
テレビドラマに多く出演、『ゲーム・オブ・スローンズ』のクァイバーン役などで知られる。

## 主な出演作品

### 映画
- トロイラスとクレシダ Troilus & Cressida (1981) テレビ映画
- ストップ・ザ・売春天国 The Missionary (1982)
- サハロフ/愛と自由を求めて Sakharov (1984) テレビ映画
- 十戒 Moses (1995) テレビ映画
- フェアリーテイル FairyTale: A True Story (1997)
- ミラクル・メーカー/ 奇蹟を起こした人 イエスの物語 The Miracle Maker (2000) アニメ映画、声の出演
- エスター・カーン めざめの時 Esther Kahn (2000)
- UPRISING アップライジング Uprising (2001) テレビ映画
- シャーロット・グレイ Charlotte Gray (2001)
- ジャスティス 闇の迷宮 Imagining Argentina (2003)
- ある日、ダウニング街で The Girl in the Café (2005) テレビ映画
- ファイナル・ソルジャー River Queen (2005)
- デス・パズル Class of '76 (2005) テレビ映画
- ミス・ポター Miss Potter (2006)
- パイレーツ・オブ・カリビアン/生命の泉 Pirates of the Caribbean: On Stranger Tides (2011)
- The Lady アウンサンスーチー ひき裂かれた愛 The Lady (2011)
- スケープゴート The Scapegoat (2012) テレビ映画
- 偽りの忠誠 ナチスが愛した女 The Exception (2016)
- マリアンヌ Allied (2016)
- ロニートとエスティ 彼女たちの選択 Disobedience (2017)

### テレビドラマ
- エイリアン・トゥルーパーズ Invasion: Earth (1998) ミニシリーズ
- ビーンストーク ジャックと豆の木 Jack and the Beanstalk: The Real Story (2001) テレビ映画
- ウェイキング・ザ・デッド 迷宮事件特捜班 Waking the Dead (2002)
- 法医学捜査班 silent witness Silent Witness (2004)
- バーナビー警部 Midsomer Murders (2003, 2008)
- リトル・ドリット Little Dorrit (2008)
- メサイア 血塗られた救世主 Messiah: The Rapture (2008) ミニシリーズ
- プライミーバル Primeval (2011)
- THE HOUR 裏切りのニュース The Hour (2011)
- ホロウ・クラウン/嘆きの王冠 The Hollow Crown (2012-2016)
- リッパー・ストリート Ripper Street (2013)
- エスケープ・アーティスト 無罪請負人 The Escape Artist (2013) ミニシリーズ
- ゲーム・オブ・スローンズ Game of Thrones (2013-2019)
- 刑事モース〜オックスフォード事件簿〜 Endeavour (2013- )
- ウルフ・ホール Wolf Hall (2015) ミニシリーズ
- ディケンジアン Dickensian (2015-2016)
- ザ・クラウン The Crown (2017)
- キャシアン・アンドー (テレビドラマ) Andor (2021)